# Coscinocephalus tepehuanus
Coscinocephalus tepehuanus är en skalbaggsart som beskrevs av Moron och Brett C.Ratcliffe 1996. Coscinocephalus tepehuanus ingår i släktet Coscinocephalus och familjen Dynastidae. Inga underarter finns listade i Catalogue of Life.